# Gorka Bidaurrazaga Rebolleda
Gorka Bidaurrazaga Rebolleda (Barakaldo, 20 de setembre de 1972) és un exfutbolista basc, que ocupava la posició de davanter.

## Trajectòria
Va sorgir del planter de l'Athletic Club. Passa pel juvenil i la temporada 91/92 debuta amb el filial de l'Athletic, que militava a la Segona Divisió. Amb el B, Bidaurrazaga va ser un jugador força utilitzat, sumant més d'un centenar de partits fins a la temporada 95/96. Eixa temporada, a més a més, va debutar amb el primer equip, tot disputant quatre partits a la màxima categoria.
L'estiu de 1996 deixa Bilbao i marxa a la UE Lleida. A terres catalanes hi va romandre dos anys, sense fer-se un lloc en l'onze titular, igual que succeeria la temporada 98/99 amb l'Elx CF. Si va disposar de més oportunitats a l'any següent, a les files de la Gimnástica de Torrelavega, on va jugar 31 partits i va marcar 3 gols.
Posteriorment, va jugar a Tercera amb el CP Cacereño (00/01), de nou a Segona B amb l'Amurrio (01/02) i acabaria la seua carrera al modest equip del Portugalete (02/05).